# Condado de La Plata
El condado de La Plata (en inglés: La Plata County), fundado en 1874, es uno de los 64 condados del estado estadounidense de Colorado. En el año 2000 tenía una población de 43 941 habitantes con una densidad poblacional de 10 personas por km². La sede del condado es Durango.

## Geografía
Según la Oficina del Censo, el condado tiene un área total de 4403 km² (1700,0 mi²), de la cual 4383 km² (1692,3 mi²) es tierra y 20 km² (7,7 mi²) (0,46%) es agua.

### Condados adyacentes
- Condado de San Juan - norte
- Condado de Hinsdale - noreste
- Condado de Archuleta - este
- Condado de San Juan - sur
- Condado de Montezuma - oeste
- Condado de Dolores - noroeste

## Demografía
En el 2000 la renta per cápita promedia del condado era de $40 159, y el ingreso promedio para una familia era de $50 446. En 2000 los hombres tenían un ingreso per cápita de $32 486 versus $24 666 para las mujeres. El ingreso per cápita para el condado era de $21 534. Alrededor del 6,70% de la población estaba bajo el umbral de pobreza nacional.

## Pueblos
- Bayfield
- Bondad
- Breen
- Durango
- Falfa
- Gem Village
- Hermosa
- Hesperus
- Ignacio
- Oxford
- Redmesa
- Tiffany